# Xàng dùng Cambốt
Arnicratea cambodiana là một loài thực vật có hoa trong họ Dây gối. Loài này được (Pierre) N.Hallé mô tả khoa học đầu tiên năm 1984.